# Dendrobium sanguinolentum
Dendrobium sanguinolentum Lindl., 1842 è una pianta della famiglia delle Orchidacee originaria del Sud-Est Asiatico.

## Descrizione
È una pianta di taglia grande che cresce sugli alberi della foresta tropicale (epifita), con steli spessi, pendenti di color porpora che portano molte foglie sempreverdi, di colore rosso o viola quando giovani, con gauine fogliari di colore viola. La fioritura avviene in estate o autunno con un racemo corto (pochi centimetri) portanti da 2 a 6 fiori cerosi, duraturi, di grandezza non superiore a 3 cm.

## Distribuzione e habitat
È una pianta originaria del Borneo, di Sumatra, di Malaysia e Thailandia, (incerta la presenza anche nelle Filippine), dove cresce in foreste di pianura e di collina dal livello del mare fino a 600, massimo 900 metri di quota..

## Coltivazione
Queste piante hanno bisogno di una posizione a mezz'ombra e necessitano di un periodo di riposo invernale di uno o due mesi durante il quale diminuire l'irrigazione e sospendere la concimazione, che verranno riprese a pieno regime a primavera.